# ビアンキ群
数学において、ビアンキ群 (Bianchi group) は
{\displaystyle \operatorname {PSL} _{2}({\mathcal {O}}_{d})}
という形の群である。ただし d は平方因子を持たない正の整数である。PSL は射影特殊線型群を表し、{\displaystyle {\mathcal {O}}_{d}} は虚二次体 Q(√−d) の整数環である。
この群は、最初に Bianchi (1892) により、今ではクライン群と呼ばれている PSL2(C) の離散部分群の自然なクラスとして、研究された。
PSL2(C) の部分群として、ビアンキ群は、3次元双曲空間 H3 の向き付けを保つ等長変換として作用する。商空間 {\displaystyle M_{d}=\operatorname {PSL} _{2}({\mathcal {O}}_{d})\backslash \mathbb {H} ^{3}} は有限の体積を持つ非コンパクトな双曲的 3 次元多様体であり、ビアンキ多様体とも呼ばれる。基礎体 Q(√−d) のデデキントゼータ函数を用いた体積の正確な公式は、アンベル (Humbert) により次のように計算された。D を  Q(√−d) の判別式とし、{\displaystyle \Gamma =\operatorname {SL} _{2}({\mathcal {O}}_{d})} を H への不連続な作用とすると、
{\displaystyle \operatorname {vol} (\Gamma \backslash \mathbb {H} )={\frac {|D|^{3/2}}{4\pi ^{2}}}\,\zeta _{\mathbb {Q} ({\sqrt {-d}})}(2)}
となる。Md のカスプ全体の集合は、Q(√−d) の類群と全単射の対応がつく。任意の非コンパクトな数論的クライン群は、ビアンキ群と弱通約的 (weakly commensurable) であることがよく知られている。